# Ашшур-етель-ілані
Ашшур-етель-ілані — цар Ассирії в другій половині VII століття до н. е.

## Правління
629 року до н. е. Ассирія була поділена на два царства. Ашшур-етель-ілані правив у Ніневії, а його батько Ашшурбаніпал — в Ашшурі, причому Ашшур-етель-ілані вважався головним царем. А на крайньому півдні, в Уруці «царем Ассирії» вважався інший син Ашшурбаніпала Сін-шар-ішкун, який, до того ж, мав конфлікт з царем Вавилона Кандалану.
На початку 627 року помер Ашшурбаніпал, і владу в Ашшурі захопив намісник міста Набу-рехту-уцур, але те повстання було придушено особистою армією «великого євнуха» Сін-шум-лішіра. У травні того ж року помер вавилонський цар Кандалану, після чого Вавилон взагалі не визнав жодного царя, а почав датувати свої документи фіктивним продовженням правління вже померлого Кандалану. Скориставшись ускладненнями Ассирії, правитель Примор'я підбурив повстання, захопив Урук, що належав ассирійському царю Сін-шар-ішкуну, а згодом узяв в облогу Ніппур.
У серпні 627 року до н. е. ассирійський авангард перетнув вавилонський кордон і спалив містечко Шазнаку. У вересні того року до бою вступили головні ассирійські сили й почали наступ на Ніппур. Під час їх наближення Набопаласар, не прийнявши бій, відступив на південь. Ассирійці й жителі Ніппура взяли його в облогу в Уруці, утім не змогли взяти місто, були розбиті та були змушені відступити. 626 року до н. е. Набопаласар узяв царський титул.
Того ж року ассирійська армія під керівництвом Сін-шум-лішира вторглась до Вавилонії, встановивши свою владу в Аккаді й Північному Шумері. Трохи згодом жителі Ніппура визнали Сін-шум-лішира царем Ассирії, а потім те ж відбулось у Вавилоні. Перетворення Сін-шум-лішира з сановника на «царя Ассирії» відбулось, імовірно, за санкцією Ашшур-етель-ілані, оскільки ніппурські документи мають дати обох правителів. Утім на початку вересня 626 року до н. е. становище круто змінилось. У вуличній битві в одному з міст на півдні Вавилонії армія Сін-шар-ішкуна зазнала поразки від військ Набопаласара та була змушена відступити до Ассирії. Невдовзі перших поразок зазнала й головна ассирійська армія Сін-шум-лішира.
Восени 626 року до н. е. ассирійська армія зазнала нищівної поразки від вавилонян, а згодом Набопаласар був офіційно проголошений царем Вавилона. Втім Ассирія не бажала так просто миритись із втратою Вавилона. Навесні наступного року ассирійці знову пішли у похід на Вавилон. Просунувшись недалеко вглиб, ассирійці повернули назад захищати батьківщину від вторгнення мідян.
624 року до н. е. ассирійці знову виступили проти Вавилона. Того ж року залежність Урука від Вавилона послабшала. Натомість Набопаласар спробував захопити Ніппур, що зберігав відданість ассирійцям, але зазнав невдачі.